# Olimpiu Stavrat
Olimpiu Stavrat, romunski general, * 1888, † 1968.